# Історія Миргорода
Миргород - одне з найстаріших міст Лівобережної України.

## Від заснування до поч. ХХ століття
Історик Д. М. Бантиш-Каменський породив легенду, що польський король Стефан Баторій 1576 року визначив Миргород полковим містом (що неможливо, бо полкові міста з'явилися аж 1625). Насправді місто зобов'язане своєю появою добі російської Смути початку 17 ст. Принаймні, саме 1615 Миргород («Миргородку») спалив московський загін з Путивля. Первісними власниками Миргорода були князі Вишневецькі.

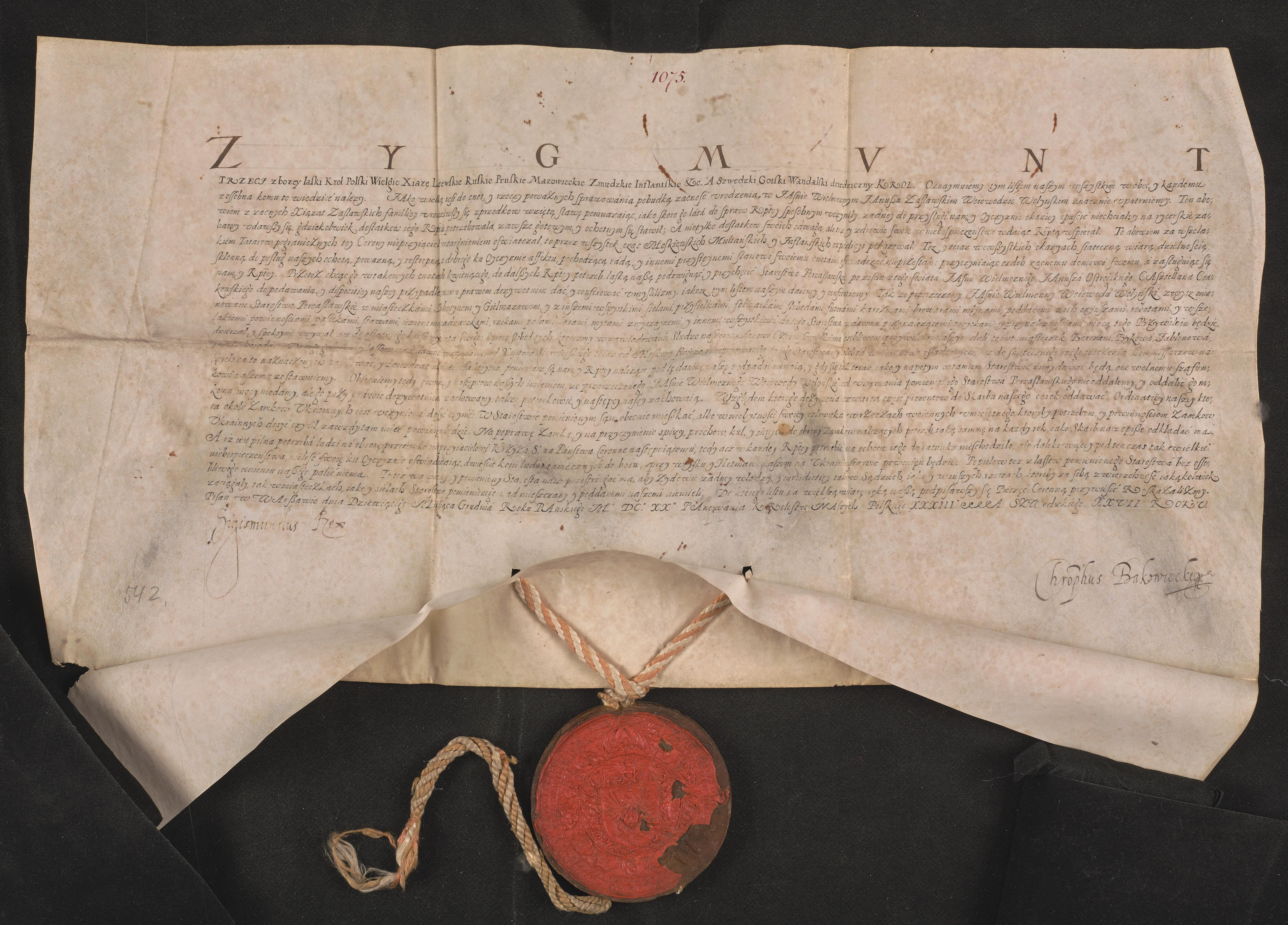
Грамота короля Сигізмунда III Вази про надання Янушу Заславському в довічне володіння Переяславського староства, 9 грудня 1620 р.

Миргород початку XVII ст. — невелике містечко, знане первісно як один з осередків селітряного промислу. В грамоті короля Сигізмунда III за 1620 рік вказується, що Миргород входив до складу Переяславського староства і належав шляхтичу (адміністратору селітряного промислу) Янові Чернишевському (в іншому документі прізвище звучить як Чемушевський). Утім, Вишневецькі до 1622 судилися за Миргород, опираючись визнанню королівської монополії на гірничий промисел (до якого залічували і видобування-варення селітри).
З 21 серпня 1621 року, по смерті попереднього адміністратора селітряних промислів — вищезгаданого Яна Чернишевського, жалуваною грамотою короля Сигізмунда III Миргород разом з навколишніми селами і хуторами передано новому адміністратору Бартоломею Обалковському для того, щоб «названий шляхетний… міг правильно з вигодою всім цим управляти і забезпечити охорону селітри». Є й друге королівське надання (на Миргород та низку інших поселень) від 20 березня 1625 аналогічного змісту. По смерті Обалковського 1631 під контролем переяславського старости Лукаша Жолкевського.
Схоже під час Хотинської війни, себто восени 1621 р. Миргородом пробував заволодіти староста черкаський князь Костянтин Вишневецький. Див. виклад подій у скарзі королівському уряду від гетьмана П.Сагайдачного (від імені всього Війська Запорізького) в листі від 17 січня 1622 р.: 
"Близько півтори сотні людей та нашого товариства стали посередині і плачливо завідчили [свій] нестерпний жаль та знищення від лубенського, сенчанського та інших слуг, на той час урядників кн[язя] й[ого] м[илості] Костянтина Вишневецького. У той час, коли всі з нами стали за цілісність Вітчизни, проти коронного неприятеля і покладали [за це] своє життя, вони, забувши про страх Господній і суворість посполитого права, зібрали, де їм сподобалося, купу людей і ґвалтовно, маючи до когось із якихось причин ворожість, наїхали на слободу Миргород, яку заклав небіжчик Чемушевський на [ім’я] Й[ого] К[оролівської] М[илості] і неприятельським способом спустошили той Миргород. Позабирали всі маєтності того нашого товариства, котрі мали в Миргороді будинки і дружин. Окрім цього, жорстоко замучили досмерті кількох білих голів [жінок], так само, як і кількох малих діточок. Через це людське серце мусить краятися, лише [про це] чуючи, [навіть] не бачачи".
10 травня 1631 Миргород отримав магдебурзьке право.
Після 1630 (результат козацької війни з битвою під Переяславом) де-факто існує полк козаків-реєстровців з центром у Миргороді (утім, 1637, після поразки повстання Павлюка, його розпущено).
Миргород був вельми помітним підчас Смоленської війни 1632—1634, яка мала особливий фронт на українському Лівобережжі і де основною силою Речі Посполитої були місцеві козаки.
З 1636, по смерті Л.Жолкевського, перейшло до нового старости великого гетьмана коронного Станіслава Конєцпольського. Цей магнат для потреб годування війська сприяв розвитку тут товарного хліборобства.
У 1630-х населення Миргорода брало певну участь у козацьких повстаннях. Так, у 1637 році Миргородський полк підтримав повстання запорізьких козаків під проводом Павлюка. В 1638 році миргородці брали участь у козацькому повстанні проти польської шляхти, яке очолив гетьман нереєстрового козацтва Яків Острянин (Остряниця).
Виступи українського народу проти польсько-шляхетського панування переросли у визвольну війну 1648—1654 рр. Влітку 1648 року Миргород визволено від польсько-шляхетських влад і він знову став полковим містом Миргородського полку, центром виробництва селітри.
Миргородський полк був одним із боєздатних і стійких полків у війську Богдана Хмельницького. Його склад: 14 сотень, нараховував 2630 чоловік. За козацьким реєстром 1650 року Миргородський полк нараховував 3158 козаків і був третім за величиною серед 16 полків України.
Полк брав участь у боях під Корсунем і Збаражем, у походах на Львів і Замостя, у Пилявецькій, Зборівській, Берестецькій, Батозькій та інших битвах народно-визвольної війни 1648—1654 рр.
У липні 1650 року Миргород відвідав Богдан Хмельницький. Тут він вів переговори з царськими людьми.
Частина козаків і козацької старшини Миргородського полку, будучи незадоволеною кабальними умовами Білоцерківського договору, відкрито висловлювалася проти Б. Хмельницького. Їх очолив полковник Матвій Гладкий, якого гетьман змушений був стратити, щоб припинити незадоволення. 18 травня 1652 року Гладкого поховано в Миргороді.
У 1658 році частина миргородців на чолі з полтавським полковником Мартином Пушкарем виступили проти гетьмана Івана Виговського і миргородського полковника Григорія Лісницького. 11 червня 1658 року під Полтавою козацьке військо Виговського розгромило сили дейнеків Пушкаря. Сам бунтівний полковник загинув у бою.
Заколот полковника Пушкаря активно використовувала Московія, намагаючись внести розкол у єдиний козацький табір. В листопаді 1658 року на Україну прибув московський боярин Ромодановський з 20-тисячним військом. Він закликав прихильників Росії повести рішучу війну проти Виговського. Повсталі дейнеки (загони селян, озброєні кіллям) боєм взяли спочатку Говтву, а потім Миргород. Ромодановський залишився в місті, а дейнеки вирушили на Лубни.
У червні 1659 очолювані Ромодановським і Олексієм Трубецьким московські війська були розбиті українською армією під командуванням гетьмана Івана Виговського у Конотопській битві 1659.
В травні-червні 1666 року гетьман Правобережної України П. Дорошенко, який вів Українсько-московську війну (1665—1676 рр.)
прийшов з козацькими військами у Миргород.
Економічне становище міста того часу, кількість населення показують «Переписные книги 1666 года», складені при гетьмані Брюховецькому. Метою перепису було закріпачення міщан і селян. Тоді царськими воєводами в Миргороді було описано 199 міщанських дворів, три млини, 3 толчеї, 3 пивоварні, 3 солодовні.
Майже 80 років, з 1659 по 1736, полковницький уряд в Миргороді тримала сім'я Апостолів (Павло, Данило, Павло). Миргородці відзначилися і в російсько-турецькій 1735—1739 рр., і в Семирічній 1757—1762 рр. війнах.
На початку XVIII століття Миргород був значним торговельним і культурним містом. За даними 1723 року Миргородський полк складався з 15 сотень, що мали 4840 реєстрових козаків. Його сотенні містечка: Багачка, Білоцерківка, Великі Сорочинці, Градизьк, Кременчук, Хорол, Шишаки, Яреськи та ін. Полк мав 82,5 тис. чол. населення. Зокрема, Миргород — понад 5 тис. чол. Це були, головним чином, козаки, ремісники, купці. Про те, що в Миргороді були поширені різноманітні ремесла, свідчать, зокрема, прізвища і прізвиська багатьох міщан: Яків Селетрин, Альфер Швець, Осип Ткач, Іван Пічник, Гаврило Різник, Афанасій Гончар, Альфер Слюсар та інші.
Миргород відомий був і своїми великими ярмарками, на які приїжджали люди далеких міст.
Миргородські купці торгували і з іншими країнами. Так, у червні 1724 року жителі Ізюмського (Яковлєв) і Миргородського (Собатченко, Дитятко) полків відправили до Шльонська 1200 волів. «Уже 1725 року через київські застави у Бреславль були пропущені купецькі люди з Миргородського і Полтавського полків». Миргородські купці вели торгівлю з Данцигом, Лейпцигом, Берліном, Нюрнбергом та іншими закордонними містами. Своїми виробами славилися миргородські чинбарі, гончарі, шевці, а також бублешники. З 359 ремісників, що жили в Миргороді 1783 року, 2 походили з поміщиків, 199 — з козаків і 158 — з селян. За межі Миргородщини линула слава і про миргородських кобзарів.
Після ліквідації Миргородського полку місто у 1782 році увійшло до складу Київського намісництва, а з 1796 — до Чернігівської губернії. З 1897 року належить до Малоросійської губернії.
У 1802 році Миргород став повітовим містом Полтавської губернії. Через три роки після того місто мало 6334 жителі, серед них було 1340 казенних та власних селян, 437 міщан, 25 купців, 1350 козаків, 129 дворян, 121 ремісник. У місті широко розвивались ремесла — шевське, теслярське, бондарське, гончарне та ін. З 1799 по 1805 рік торговим людям для поїздок видано 587 паспортів.
Наприкінці XVIII і на початку XIX століть Миргородщина дала чимало славних імен в літературі, науці, суспільно-політичному житті, які відбивали передові погляди найкращої частини інтелігенції, що прагнула служити народові, його волелюбним прагненням.
Тут часто бував відомий український філософ і поет Г. С. Сковорода.
У Миргороді не раз бував великий український поет Т. Г. Шевченко, який жив у козака Коробки, гостював у декабриста П. Шершавицького. В жовтні 1845 року він написав у Миргороді вірші «Не завидуй багатому» і «Не женися на багатій», а також поему «Великий льох».
Ціле півстоліття прожив у Миргороді відомий грузинський поет Давид Гурамішвілі. У Миргороді поет і помер. 1949 року на могилі Давида Гурамішвілі встановлено пам'ятник. Вулицю, де жив поет, восьмирічну школу № 2 та міську бібліотеку названо його ім'ям.
Жив у Миргороді і талановитий іконописець козак Лука Боровик. Його син В. Л. Боровиковський (1757—1825) став визначним українським і російським живописцем, академіком. Художник створив близько 200 портретів своїх сучасників, був фундатором романтично-реалістичної школи українського живопису. Бував тут часто і В. В. Капніст (1758—1823), російський і український письменник (жив поблизу, в с. Великій Обухівці).
У 80-х роках в Миргороді жив і працював український історик, етнограф та агроном В. Я. Ломиковський (1778—1845). Він збирав документальні матеріали з історії України, видав у 1803 і 1805 рр. свої записи народних дум, переклав з французької мови «історію малоросійських і запорізьких козаків» Шерера, склав словник «Про Малоросію…». У 1894 році історику О. Лазаревському вдалося купити в Москві невідомий рукопис, на якому стояла помітка «Миргород». Це, як виявилося, і були записи Ломиковського. М. В. Гоголь, що знав Ломиковського, відобразив його як прогресивного поміщика — землероба Констанжогло у 2-й частині «Мертвих душ».
Під час Вітчизняної війни 1812 року на Миргородщині сформувався 6-й полк народного ополчення, його командиром був підполковник Клименко. 7 вересня 1812 року Миргородське повітове ополчення вирушило в діючу армію і взяло участь у переможних боях під Красним, Могильовом, Горками та іншими містами. У списках нагороджених орденами за героїчні подвиги зустрічаємо миргородців С. І. Муравйова-Апостола, В. О. Фролова-Баграєва, І. Гонтаря та інших.
Діяльну участь у формуванні козацьких полків брав видатний український письменник І. П. Котляревський, який свою військову службу розпочинав у Сіверському драгунському полку, що квартирував на Миргородщині.
З Миргородом тісно пов'язана діяльність декабристів. Три сини хомутецького дворянина І. М. Муравйова-Апостола — Матвій, Сергій та Іполит — брали активну участь у перших декабристських організаціях. Сергій Іванович був одним з керівників Південного таємного товариства.
У Миргороді жив декабрист Павло Шершавицький, у війську служив декабрист Ф. Ф. Вадковський, який пропонував створити підпільну друкарню для друкування революційних листівок, брошур та іншої нелегальної літератури, член Південного і Північного товариств.
З 1860 року вчителем повітової школи працював український письменник А. П. Свидницький. Він поширював серед населення твори Шевченка, Квітки-Основ'яненка, Пушкіна, Некрасова, організував безплатне навчання селян у недільній школі. У Миргороді письменник написав і свої найкращі твори «Великдень у подолян» та повість-хроніку «Люборацькі». Письменник був одним з фундаторів першої громадської бібліотеки у Миргороді. Для її поповнення він влаштовував літературні та вокально-музичні вечірки.
Реформа 1861 року мало вплинула на життя селян Миргородщини. Тяжкими були 1879—1881 рр., коли в усьому повіті був голод. Понад 3,5 тис. селянських родин (17,2 тис. чол.) особливо потерпали від голоду.
Щорічно на промисли і заробітки йшло з повіту 4662 чол., що становило 10 % селянського населення повіту. Безземелля і голод час від часу викликали селянські заворушення в повіті.
У 1875 році демократично налаштована студентська молодь заснувала «Миргородський народницький гурток», який розповсюджував серед населення нелегальну літературу.
Миргородська земля багата на народні таланти. Звідси родом кобзар Самійло Яшний (1810—1905).
Миргородщина — мала батьківщина ряду науковців, цілої плаяди письменників. Тут народились і вчились брати І. Я. Рудченко (Іван Білик, 1845—1905) — український фольклорист, критик і письменник та П. Я. Рудченко (Панас Мирний; 1849—1920) — видатний український письменник революційно-демократичного напрямку, автор класичних творів, реалістичних оповідань, повістей, романів, п'єс, що відбивають столітню історію українського села. У 1867—1871 рр. він жив у Миргороді.
Пізніше тут жив і працював український письменник В. І. Самійленко (В. Сивенький, 1864—1925).
У Миргороді працювали повітове училище та церковно-парафіяльна школа. 1896 року з ініціативи народних майстрів тут засновано художньо-промислову школу ім. Гоголя, де вивчалися ліплення і формування виробів з глини, гіпсу та інший декоративний живопис, бронзування і лакування, різьба по дереву, токарне мистецтво, позолота дерева, слюсарно-механічна справа, гальванопластика, ливарна справа, технологія окремих ремесел із стислим викладом основ механіки, фізики і хімії.
Відомий учень художньо-промислового училища ім. Гоголя — М. В. Микита, який був добре відомий на Миргородщині. Згодом він закінчив Київську музично-драматичну школу ім. Миколи Лисенка (по класу О. Мишуги), з великим успіхом виступав на сценах театру Миколи Садовського, а після Жовтневої революції — Київського і Харківського академічних оперних театрів та Великого театру СРСР. З 1944 року він — професор Київської консерваторії ім. П. І. Чайковського.
Напередодні революції 1905 року у Миргороді діяла група РСДРП, яка мала зв'язок з Катеринославським, Кременчуцьким та Полтавським комітетами РСДРП. 25 вересня 1905 року повітовий справник знову доповідав своєму начальству про розповсюдження в Миргороді листівок Кременчуцького комітету РСДРП «Царський мир», про підготовку в місті страйку.
У повідомленні прокурора Полтавського окружного суду міністрові юстиції писалось: «… 17 жовтня в Миргороді почався страйк прикажчиків і робітників торговельних та промислових підприємств, які на другий день зібралися в кількості 400 чоловік у місцевості Островок, щоб обговорити своє економічне становище».
Після придушення революції у Миргороді надмірне старання виявляла поліція та чорносотенці на чолі з запеклим монархістом Кисельовим. Проти чорносотенців мужньо виступив також відомий український художник О. Г. Сластіон, ілюстратор Шевченкових «Гайдамаків», автор портретів українських кобзарів і багатьох картин (у тому числі — «Миргород»), карикатурист у прогресивному сатиричному журналі «Шершень». О. Г. Сластіон працював у Миргороді викладачем художньо-промислової школи ім. Гоголя.
В кінці 1911 року учні художньо-промислової школи оголосили страйк. Вони відмовилися ходити на заняття і скаржилися до Петербургу на «…грубе поводження з ними директора і наглядача, а також на поганий догляд за хворими, на те, що їх годують гнилим м'ясом, що вчителі бувають в класах в нетверезому стані, грубо поводяться». У травні 1912 року «гоголяни» (так називали учнів художньо-промислової школи) вийшли на вулиці міста з червоними прапорами і співали революційні пісні, виголошуючи: «Геть царя! Волю — народові!».
Восени 1913 року унтер-офіцер Прокопенко доносив в губернське жандармське управління, що в Миргороді створено таємне «Українське робітниче товариство», зібрання якого проводяться в будинку козака Бакала. З 19 членів цього товариства 2 — студенти, 15 — козаків, 2 — міщани. Члени гуртка читали заборонену літературу, обговорювали гострі політичні питання. Серед трудящих міста росло незадоволення царською політикою, яка втягла країну в грабіжницьку війну.

### Історія мовою статистики
У 1881 році у повіті було: з 14 637 козацьких дворів — 77 % земельних і 23 % безземельних. Близько третини всіх господарств повіту була безземельною.
На 1 січня 1896 року у Миргороді проживало 11 087 чол. Місто мало 1618 будинків: 19 цегляних, 207 дерев'яних і 1392 глиняні хати. В середині 90 рр. тут пройшла залізниця (Київ-Полтава), збудовано горілчаний і миловарний заводи та механічний млин.
У 1895 році з 10,1 тис. крб. витрат міського бюджету на міське управління видано 2,2 тис. крб., а на охорону здоров'я 485 крб., на освіту — 1,3 тис. крб. На одного лікаря припадало близько 4 тис. громадян міста, коли письменних тут було лише 23,8 %, а в повіті ще менше — 14,3 %.